# Stentorp
Stentorp är ett bostadsområde vid Lejondalssjöns norra strand i Upplands-Bro kommun. Från 2015 avgränsar SCB här en småort.